# Obilićevo

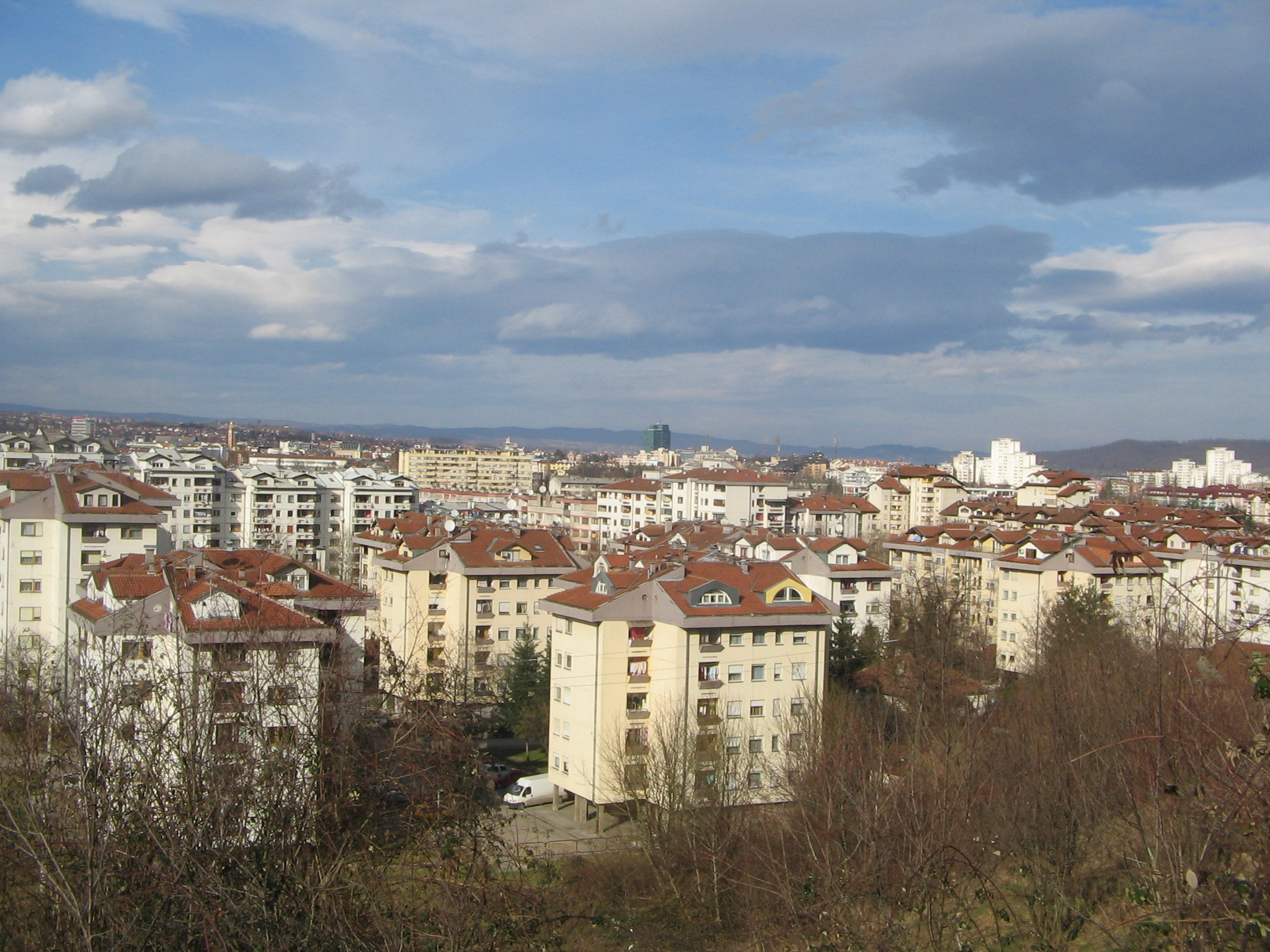
Vue générale du quartier

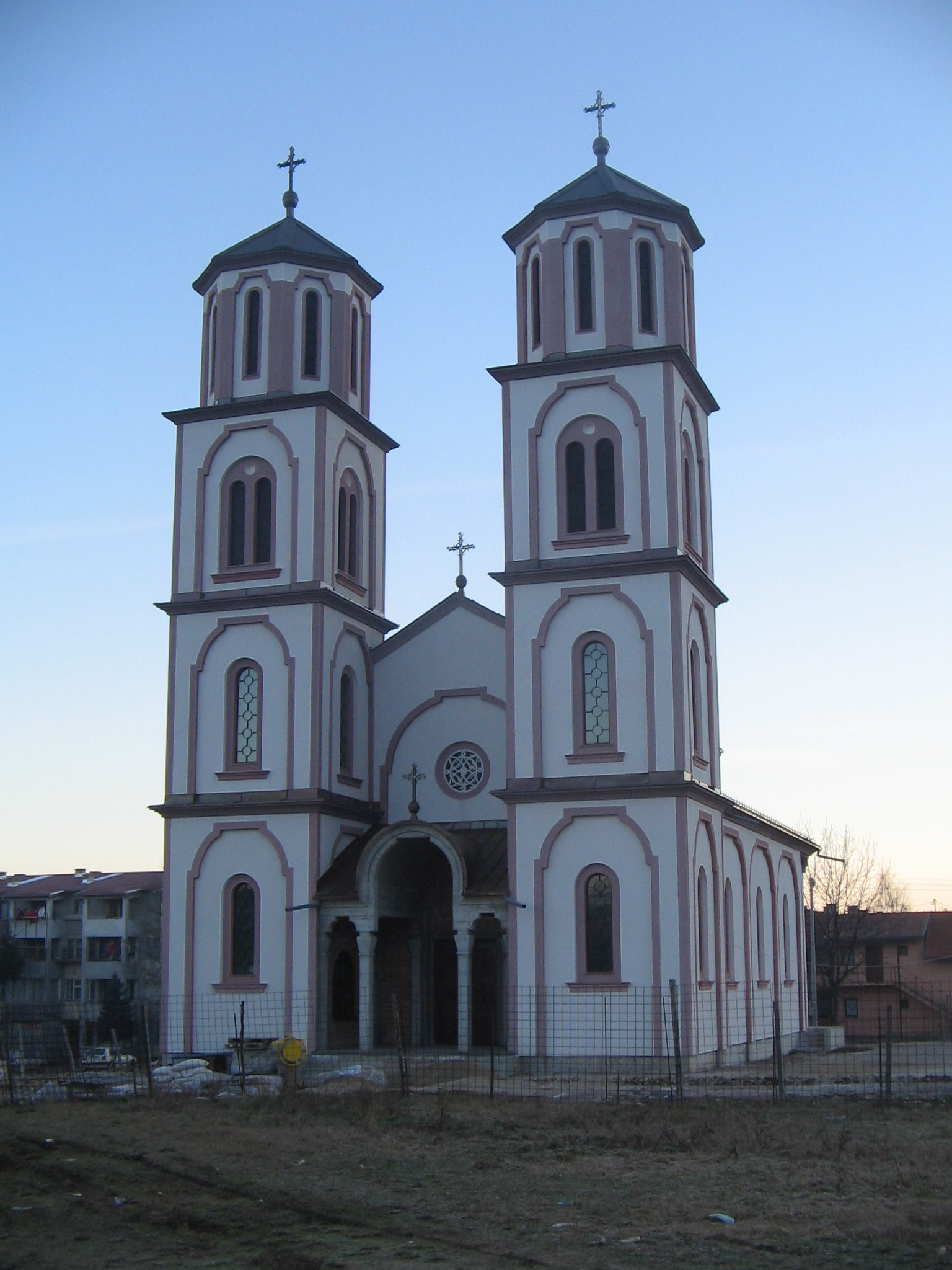
L'église Saint-Basile-d'Ostrog

Obilićevo (en serbe cyrillique : Обилићево), est un quartier de Banja Luka en Bosnie-Herzégovine. Il est divisé en deux communautés locales, Obilićevo I et Obilićevo II. Au recensement de 1991, il comptait 19 090 habitants, dont une majorité relative de Serbes.
Avant la guerre de Bosnie-Herzégovine, Obilićevo portait le nom de Mejdan.

## Caractéristiques
Le quartier est situé sur la rive droite de la rivière Vrbas, au sud du centre ville de Banja Luka. Il possède deux écoles élémentaires, une école moyenne, plusieurs départements de l'Université de Banja Luka, ainsi qu'une Université privée. 
Plusieurs édifices religieux de première importance se trouvent à Obilićevo : l'église Saint-Basile-d'Ostrog, la mosquée de Potok (Potočka džamija), qui remonte à 1630, et la mosquée Gazanferija (Gazanferija džamija), construite en 1760.

## Démographie
En 1991, le quartier de Mejdan, aujourd'hui Obilićevo, était divisé en trois communautés locales, Mejdan, Mejdan I et Mejdan II.
Au recensement de 1991, Mejdan comptait 8 020 habitants, répartis de la manière suivante :
Au recensement de 1991, Mejdan I comptait 6 170 habitants, répartis de la manière suivante :
Au recensement de 1991, Mejdan II comptait 4 900 habitants, répartis de la manière suivante :